# 티그리스강
티그리스강(아랍어: نهر دجلة, 문화어: 디쥘라 강)은 길이 약 1,900km로, 수원지는 튀르키예의 아나톨리아에 위치한 하제르호와 반호 두 곳이며, 두 물줄기는 튀르키예 동쪽의 타우루스산맥에서 시작하여 남동쪽으로 흘러 이라크 남부의 알 쿠르나(Al-Qurna)에서 유프라테스강과 합류한다. 이렇게 만난 두 강은 페르시아만으로 흘러들어가는 샤트알아랍 수로를 형성한다. 이라크의 수도인 바그다드가 티그리스 강가에 위치하고 있고, 항구도시인 바스라는 샤트알아랍강에 걸쳐있다.

## 역사
티그리스강은 거대한 사막국가들의 중요한 운송로로 사용되어왔다. 이 강은 바그다드까지는 작은 배로도 운항이 가능하지만, 모술까지의 운항에는 땟목이 적절하다. 이 강을 통한 무역은 20세기 중 바스라-바그다드-모술을 잇는 철도와 도로가 건설되어 화물운송의 대부분을 전담하면서 그 비중이 감소하였다.

## 주요 도시
고대에는 메소포타미아의 많은 도시들이 강 근처에 있었고 수메르인들은 이 강을 관개하여 문명을 이룩했다. 티그리스강 근처의 주목할 만한 도시로는, 기원전 2400년에 인공수로를 만들어 관개를 했던 라가시(Lagash)를 포함해, 니네베(Nineveh), 크테시폰(Ctesiphon), 그리고 셀레우키아(Seleucia) 등이 있다. 사담 후세인의 고향인 티크리트(Tikrit) 또한 이 강 주위에 있으며, 이 강에서 이름을 딴 것이다.
|  |
|  |

## 지도
| 모술바그다드테헤란유프라테스강티그리스강니푸르기르수라가시마라드우루크우바이드우르에리두키시수사안샨마리아카드이신라르사바빌론아수르니네베님루드두르샤루킨class=notpageimage\| 메소포타미아의 고대 도시들 : 수메르의 도시 : 엘람의 도시 : 아카드 제국의 도시 : 아모리인의 도시 : 바빌로니아의 도시 : 아시리아의 도시 : 현대의 이라크 · 이란의 도시 |

## 같이 보기
- 아시리아
- 자그로스산맥